# Muntanya de Vilanera
La Muntanya de Vilanera és una muntanya de 26 metres que es troba al municipi de l'Escala, a la comarca catalana de l'Alt Empordà.